# Nathan Wachtel
Nathan Wachtel (Metz, 8 de abril de 1935) es un historiador y antropólogo francés, especialista en América Latina durante la época de la conquista española —ha estudiado su impacto en las sociedades indígenas, andinas especialmente—. También ha investigado sobre la vida de los marranos de Brasil, convirtiéndose en el mayor especialista del tema, según la revista L'Histoire.

## Biografía
Nacido en Metz en 1935, en 1940 su familia de ascendencia judía tuvo que abandonar la Lorena al ser ocupada por los nazis y se refugió en Clermont-Ferrand, en la Francia de Vichy. Cuando en 1942 también fue ocupada por los alemanes encontraron asilo en Brioude, mientras que su abuela Myriam, su tía Hélène, su tía Laja y su tío Henri eran deportados a Auschwitz. Su tío Max fue deportado sin que se supiera cuál fue su destino final y su tío Aron fue fusilado por los nazis. A ellos les dedicará su libro La Foi du souvenir. Labyrinthes marranes publicado en 2001. Además en su libro Mémoires juives, escrito en colaboración con Lucette Valensi y publicado en 1986, recopilará los testimonios de los judíos que sobrevivieron al exterminio.
Tras el final de la Segunda Guerra Mundial estudia en el liceo Blaise-Pascal de Clermont Ferrand donde descubre su vocación por la historia gracias a dos profesores: Robert Mandrou y Robert Schnerb. En 1963 consigue la Agregación de historia y a partir de entonces dedica su investigación a la visión de la conquista española por las poblaciones del Perú, basada en fuentes incas orales y escritas en español. En ese esa investigación recurre también a la antropología tras haber seguido los seminarios de Lévi-Strauss. De ellos saca la idea de «combinar historia y antropología, de encontrar el pasado en el presente», como afirmó en una entrevista.
En 1971 publica La Vision des vaincus. Les Indiens du Pérou devant la conquête espagnole, 1530-1570 que tendrá un enorme impacto. En él restituye «el punto de vista de los indígenas traumatizados por el desembarco de Francisco Pizarro y sus hombres en 1532 en tierra inca», comenta Daniel Bermond. Diecinueve años después se ocupó en Le Retour des ancêtres de los «vencidos de los vencidos», los indios urus, que en el siglo XVI formaban la cuarta parte de los altiplanos de Bolivia y que fueron marginados por los aymaras. En La Foi du souvenir de 2001 se ocupó de otros vencidos: los marranos de Brasil. El estudio de esta minoría lo completó con La Logique des bûchers, obra publicada en 2009, en la que se ocupó especialmente de sus perseguidores: los miembros de la Inquisición portuguesa.
Nombrado Director de Estudios en la École des Hautes Etudes en Sciences Sociales en 1976, fue profesor en el Collège de France de 1992 a 2005, donde ocupó la cátedra de Historia y de Antropología de las sociedades mesoamericanas y sudamericanas.

## Publicaciones
- La vision des vaincus. Les Indiens du Pérou devant la conquête espagnole (1530-1570), Gallimard, 1971. (Hay versión en español: Los vencidos. Los indios del Perú ante la conquista española, Alianza Editorial).
- Mémoires juives (junto con Lucette Valensi), Gallimard, 1986.
- Le retour des ancêtres. Les Indiens urus de Bolivie, XXe-XVIe siècle. Essai d'histoire régressive, Gallimard, 1990. (Hay versión en español: El regreso de los antepasados. Los indios urus de Bolivia del siglo XX al XVI, Fondo de Cultura Económica).
- Dieux et vampires. Retour à Chipaya, Éditions du Seuil, 1992. (Hay versión en español: Dioses y vampiros. Regreso a Chipaya, Fondo de Cultura Económica).
- La foi du souvenir. Labyrinthes marranes, Éditions du Seuil, 2001. (Hay versión en español: La Fe del Recuerdo. Laberintos marranos, Fondo de Cultura Económica).
- La logique des bûchers, Éditions du Seuil, 2009 (ISBN 9782020846530). (Hay versión en español: La lógica de las hogueras, Fondo de Cultura Económica).
- Mémoires marranes. Itinéraires dans le sertao du nordeste brésilien, Éditions du Seuil, 2011 (ISBN 9782021038712).
- Entre Moïse et Jésus : études marranes, XVe-XXIe siècle, CNRS éditions, 2013 (ISBN 9782271078254).
- Des archives aux terrains. Essais d'antrhopologie historique, Éditions du Seuil, 2014 (ISBN 978-2-02-109810-5). (Hay versión en español: Sociedad e ideología. Ensayos de historia y antropología andinos, Instituto de Estudios Peruanos).
- Paradis du Nouveau Monde, Fayard, 2019.
- Sous le ciel de l’Éden. Juifs portugais, métis & indiens. Une mémoire marrane au Pérou ?, Chandeigne, 2020.